# Урядовий контактний центр
Урядовий контактний центр — механізм для взаємодії Уряду з громадянами, що дозволяє оперативно вирішувати проблемні питання, які порушуються у зверненнях громадян, а також удосконалювати роботу органів виконавчої влади з урахуванням громадської думки.

## Історія
Постановою Кабінету Міністрів України від 12 серпня 2009 р. № 898 «Про взаємодію органів виконавчої влади, Секретаріату Кабінету Міністрів України та державної установи „Урядовий контактний центр“» був затверджений «Порядок взаємодії органів виконавчої влади, Секретаріату Кабінету Міністрів України та державної установи „Урядовий контактний центр“ із забезпечення оперативного реагування на звернення, які надходять на урядову „гарячу лінію“, Єдиний вебпортал органів виконавчої влади та Урядову телефонну довідку». З того ж року у державі запрацював багатоканальний телефонний номер.
Для дзвінків на урядову «гарячу лінію» з 26 липня 2016 був запроваджений скорочений номер на загальнодержавному рівні.

## Користування
Дзвінки на скорочений номер з мережі фіксованого зв'язку та телефонів мобільних операторів для заявників безкоштовні.
Для громадян України, які перебувають за кордоном, існує повний номер телефону урядової «гарячої лінії» (оплата за тарифами відповідного оператора зв'язку).
Громадяни також мають можливість подати електронне звернення до органів виконавчої влади через вебсайт Урядового контактного центру: http://ukc.gov.ua
Також працює «гаряча лінія» для підприємців.
Звернення приймаються фахівцями Урядового контактного центру за допомогою засобів телефонного та електронного зв'язку і надсилаються органам виконавчої влади відповідно до компетенції, Секретаріату Кабінету Міністрів для вирішення порушених у них питань по суті, надання відповідних роз'яснень.